# Lauschgift
Lauschgift è il quarto album di studio del gruppo hip hop tedesco Die Fantastischen Vier. Il disco ha raggiunto il 2º posto nella classifica tedesca, il 10° in quella austriaca e il 5° in quella svizzera. Il titolo viene da un sample (presente anche sull'album, dalla versione tedesca del film Colazione da Tiffany.

## Tracce
1. "Lauschgift" - 0:17
2. "Populär" - 3:28
3. "Sie ist weg" - 3:52
4. "Frühstück" - 0:39
5. "Was geht" - 3:58
6. "Nur in deinem Kopf" - 3:44
7. "Tokio - 0:23
8. "Die Geschichte des O" - 4:00
9. "Ich bin" - 1:48
10. "Hey Baby" - 0:40
11. "Michi gegen die Gesellschaft" - 4:51
12. "Brems 2000 - 2:56
13. "Thomas und die Philosophie" - 4:39
14. "On The Next Album" - 0:48
15. "Locker bleiben" con Rahzel - 3:10
16. "Love Sucks" - 4:20
17. "Wie die anderen" - 0:53
18. "Konsum" con disjam - 4:30
19. "Krieger" - 6:36
20. "Albert und die Philosophie" - 0:32

## Singolo
| Anno | Titolo               | Posizione in classifica | Posizione in classifica | Posizione in classifica | Posizione in classifica |
| Anno | Titolo               | Germania                | Austria                 | Svizzera                |                         |
| ---- | -------------------- | ----------------------- | ----------------------- | ----------------------- | ----------------------- |
| 1995 | "Sie ist weg"        | 1                       | 16                      | 2                       |                         |
| 1996 | "Populär"            | 41                      | -                       | 39                      |                         |
| 1996 | "Nur in deinem Kopf" | 81                      | -                       | -                       |                         |